# Imagem conceitual e definição conceitual
Em educação matemática, a imagem conceitual e a definição conceitual são duas formas de compreensão de um conceito matemático.
Os termos foram introduzidos por Tall & Vinner (1981). Eles definem uma imagem conceitual como:
"Devemos usar o termo imagem conceitual para descrever a estrutura cognitiva total que é associada com o conceito, que inclui todas as figuras mentais e propriedades e processos associados. É construída através dos anos por experiências de todos os tipos, mudando conforme o indivíduo conhece novos estímulos e amadurece."
Uma definição conceitual é semelhante à noção usual de uma definição em matemática, com a distinção de que é particular a um indivíduo:
"uma definição conceitual pessoal pode difereir da definição conceitual formal, esta última sendo uma definição conceitual que é aceita pela comunidade matemática em geral."